# Nancyana gadouae
Nancyana gadouae är en insektsart som beskrevs av Freytag 1990. Nancyana gadouae ingår i släktet Nancyana och familjen dvärgstritar. Inga underarter finns listade i Catalogue of Life.